# Dust Bowl

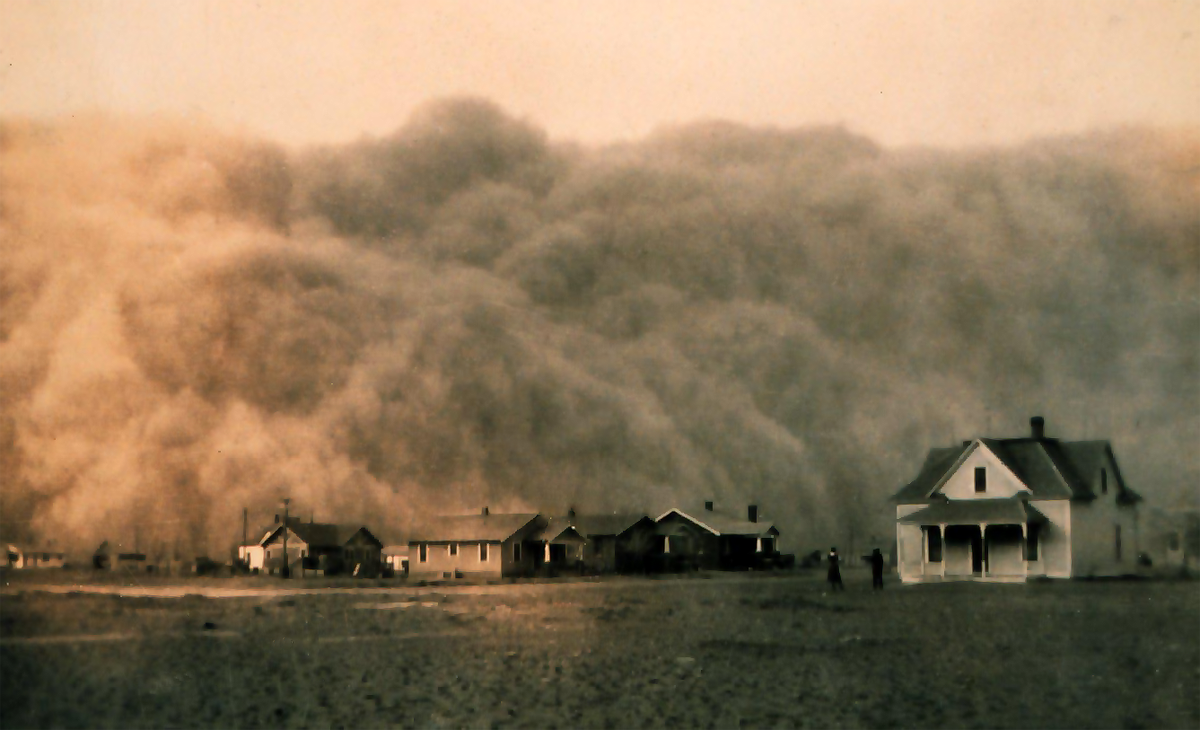
Burza pyłowa w Teksasie w roku 1935

Dust Bowl – okres (lata 1931–1938), w którym dziewiętnaście stanów na obszarze Wielkich Równin w Stanach Zjednoczonych zostało dotkniętych katastrofą ekologiczną, będącą skutkiem suszy i silnej erozji gleb. Została ona spowodowana wieloletnią suszą i intensywną eksploatacją rolniczą gruntów.
Przez dziesiątki lat Wielkie Równiny były zbyt zachłannie eksploatowane rolniczo. Nie stosowano płodozmianu, nie pozwalano areałom odpocząć, stosując w zamian coraz głębszą orkę i intensywne wypasanie bydła. Po latach, trawy porastające dawniej prerie i zatrzymujące wilgoć po opadach zostały wykorzenione, a wierzchnia warstwa gleby wystawiona na erozję.
W latach Wielkiego Kryzysu katastrofa ekonomiczna w USA zbiegła się z katastrofalną suszą w stanach zachodu i środkowego zachodu, która trwała przez większość dekady. To ułatwiało powstawanie bezwodnych burz pyłowych zwanych „dusterami”. „Brudne lata trzydzieste” (ang. Dirty Thirties) zaczęły się latem 1931 roku. Gnane wiatrem czarne chmury niosły tumany pyłu. W roku 1932 przez Wielkie Równiny przeszło 14 „dusterów”, w 1933 roku już 38. Do roku 1934 ponad 100 milionów hektarów straciło wierzchnią, żyzną warstwę gruntów. Rolnicy zaczęli zapadać na pylicę, wielu udusiło się.
Apogeum nastąpiło w „Czarną Niedzielę” 14 kwietnia 1935 roku. Wielka chmura ruszyła z szybkością 100 km/h z Oklahomy docierając do Kanady i wybrzeża Atlantyku. Pozbawieni domów i ziemi rolnicy ruszyli w poszukiwaniu pracy, dołączając do tych, których dotknął kryzys ekonomiczny. Dopiero wtedy podjęły działania władze federalne. Kongres przegłosował ustawę o ochronie ziemi i wprowadził programy szkoleniowe dla rolników.
W roku 1938 zaczęły się intensywne opady deszczów, które zakończyły okres „dusterów”.